# Alchemy (procesor)
Alchemy - niskonapięciowy procesor wykorzystujące architekturę MIPS.  Procesory z rodziny Alchemy używane były między innymi w produktach firm takich jak AMD (AMD Alchemy Au1550 Processor), Raza Microelectronics i Sun Microsystems (Sun Ray 2).